# Lycksele (comune)
Lycksele è un comune svedese di 12 409 abitanti, situato nella contea di Västerbotten. Il suo capoluogo è la cittadina omonima.

## Località
Nel territorio comunale sono comprese le seguenti aree urbane (tätort):
- Lycksele
- Kristineberg
- Rusksele

## Amministrazione

### Gemellaggi
- Mosjøen
- Ähtäri
- Lovozero